# Chiesa dei Santi Giacomo e Nicolò (Brugnera)
La chiesa dei Santi Giacomo e Nicolò è la parrocchiale di Brugnera, in provincia di Pordenone e diocesi di Vittorio Veneto; fa parte della forania Sacilese.

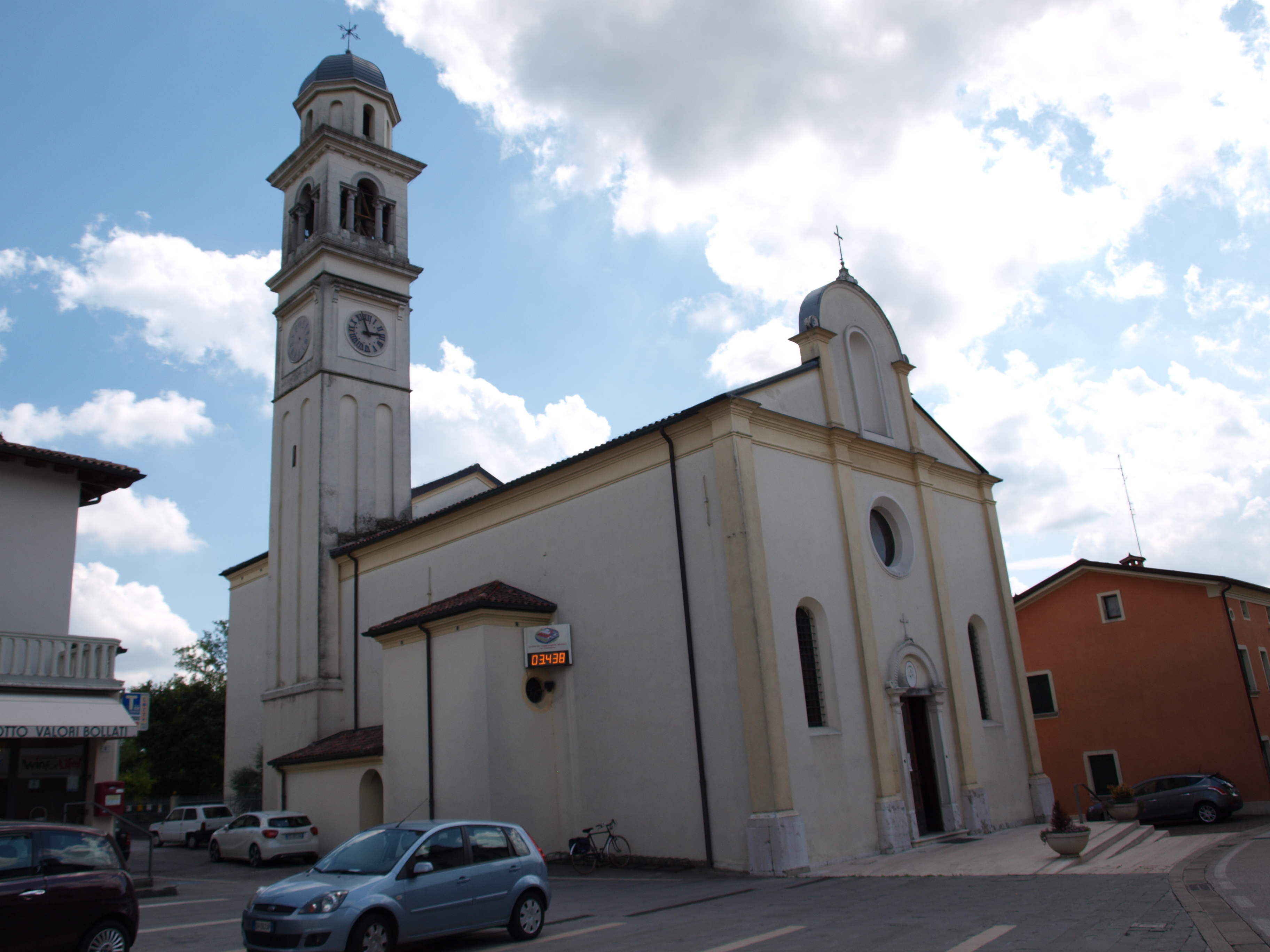
Vista sul lato sinistro

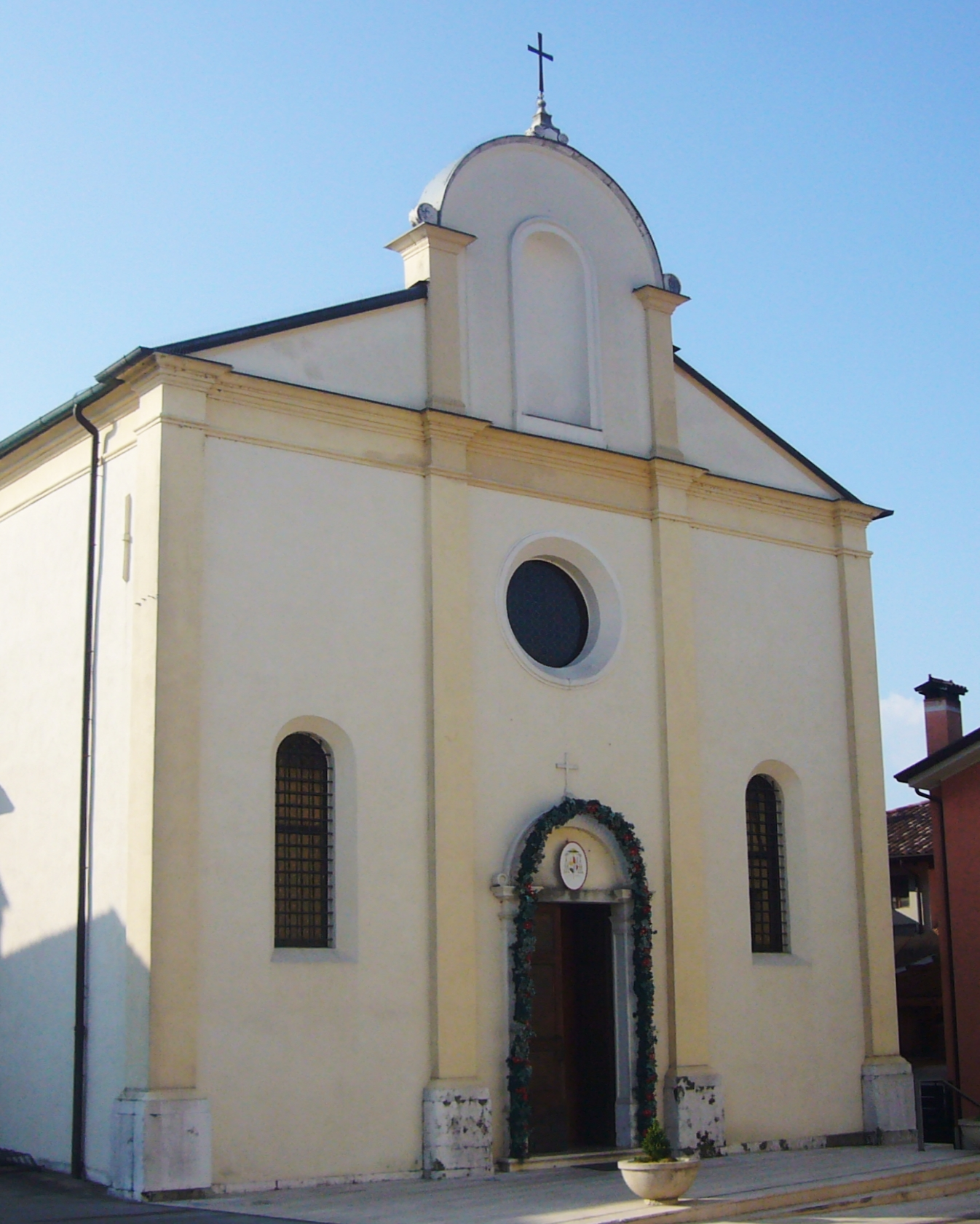
La facciata

## Storia
Non si sa molto sulle origini di questa chiesa, ma di solito la si fa risalire al XV secolo, ma certamente fu costruita prima del Cinquecento. La prima data certa che riguarda questa chiesa è il 18 maggio 1840, giorno in cui la parrocchialità venne trasferita dalla chiesa di San Giacomo in cimitero a quella di San Nicolò dentro le mura, cioè quella attuale.
La chiesa fu consacrata nel 1862 ai Santi Giacomo e Nicolò.

## Interno
All'interno della chiesa si trovano un affresco del Cinquecento, che rappresenta Tutti i Santi, attribuito a Francesco da Milano, e un quadro di Marcello Fogolino, dipinto fra il 1521 e il 1525, che raffigura una Madonna col Bambino con i Santi Filippo, Giacomo e Cristoforo.